# Брысев, Фёдор Яковлевич
Фёдор Яковлевич Брысев (1915—1995) — полковник Советской Армии, участник Великой Отечественной войны, Герой Советского Союза (1944).

## Биография
Родился 15 февраля 1915 года в Славянске (ныне — Донецкая область Украины) в рабочей семье. В 1935 году окончил три курса Славянского химического техникума, после чего был призван на службу в Рабоче-крестьянскую Красную Армию по спецнабору ЦК ВЛКСМ. В 1937 году окончил военную авиационную школу пилотов в Ворошиловграде. С июня 1941 года — на фронтах Великой Отечественной войны. Участвовал в авианалётах на Румынию на Южном фронте, Иранской операции. В марте 1942 — апреле 1943 годов воевал в составе 455-го бомбардировочного авиаполка 36-й авиадивизии, затем в составе 109-го авиаполка 48-й авиадивизии дальнего действия (8-й авиационный корпус дальнего действия). Летал на бомбардировщике «Ил-4». Принимал участие в боях на Юго-Западном, Сталинградском, Западном, Воронежском, Карельском, Ленинградском, Прибалтийском, 3-м Белорусском фронтах, совершал полёты в глубокий тыл противника с целью разведки, участвовал в бомбардировках финских и немецких военных объектов в Карелии, Мурманской области, Финляндии, Норвегии, Восточной Пруссии, Германии, охране морских конвоев союзников. К июню 1944 года капитан Фёдор Брысев был заместителем командира эскадрильи 109-го авиаполка 48-й авиадивизии 8-го авиакорпуса Авиации дальнего действия СССР. К 23 июня 1944 года он совершил 229 боевых вылетов.
Указом Президиума Верховного Совета СССР от 19 августа 1944 года за «умелое выполнение боевых задач, мужество и героизм, проявленные при нанесении бомбовых ударов по противнику» капитан Фёдор Брысев был удостоен высокого звания Героя Советского Союза с вручением ордена Ленина и медали «Золотая Звезда» за номером 5262.
Всего же за годы войны Брысев совершил 263 боевых вылета. После окончания войны он продолжил службу в Советской Армии. В 1950 году окончил Военно-воздушную академию, командовал авиаполком. В 1955 году в звании полковника Брысев был уволен в запас. Проживал в Воронеже, умер 31 марта 1995 года.
Был также награждён двумя орденами Красного Знамени, орденами Александра Невского, Отечественной войны 1-й степени и Красной Звезды, а также рядом медалей. В память о Брысеве в Воронеже установлена мемориальная доска.